# Pietro Porta
Pietro Porta ( ex Comuna de Moerna, hoy fracción de Valvestino, 5 de noviembre de 1832 - 1 de junio de 1923) fue un presbítero, y botánico italiano.

## Biografía
Sus padres fueron Antonio (de profesión carpintero) y Barbara Zenini (operaria). Frecuentó el gimnasio en el seminario de Santa Giustina del instituto Lodron de Salò, de Brescia y en el Liceo Antonio Rosmini donde se diplomó en 1851.
En 1852 asistió al seminario teológico de Trento, siendo ordenado sacerdote en 1856. Aquí, además de la vocación religiosa, desarrolló su pasión por la botánica, que le acompañó durante toda su vida. Y es en Trento, en ese periodo, cuando conoce al clérigo y botánico Luigi Viehweider ( 1831-1860) y al barón Franz Hausmann de Bolzano (1810-1878), autor del ensayo "Flora von Tirol". Tuvo una influencia muy profunda y duradera, decisiva sobre el joven abate don Rupert Huter (1834-1919) de Karls. En 1854, mientras era estudiante del segundo curso de teología, entró en contacto con Francesco Ambrosi (1821-1897), histórico e ilustre botánico de Borgo Valsugana.
De cooperador religioso en Vallarsa, en 1860 pasó a capellán de Daone en Giudicarie. A fines de 1863 fue transferido a Bollone en su nativa Valvestino entrando en contacto con el botánico Gregorio Rigo (1841-1922) de Torri del Benaco. En Valvestino permanece hasta 1870 cuando fue transferido a Locca en Val di Ledro, también con la tarea de maestro de escuela.
En 1886 fue transferido a Cologna, y en 1896 pasó a Strada (fracción de Pieve di Bono, Giudicarie, como capellán del nosocomio local, hasta febrero de 1898.
En 1898, pasa a Riva del Garda permaneciendo allí hasta el estallido de la Primera Guerra Mundial cuando fue obligado a refugiarse en Novale, Vipiteno, hospedándose con su amigo Huter. Allí permaneció durante dos años y obtuvo la repatriación de nuevo a Cologna por un año entero.
Con la liberación del Trentino, en 1918 vuelve definitivamente a Riva del Garda. Viejo y casi ciego, dedicó su atención a los vecinos con plantas medicinales, sufriendo en 1922 intimidación de algunos fascistas.
Falleció el 1 de junio de 1923, a los 91 años de edad.

## Trabajos botánicos
Porta perfeccionó con investigaciones los híbridos de Primula y de Cirsium arvense, y mantuvo intensa correspondencia con los botánicos más famosos y con académicos de Italia, Francia, Alemania, Inglaterra, como Filippo Parlatore profesor y prefecto del Jardín botánico de Florencia, Renato Pampanini, Karl Heinrich Koch, Anton Kerner von Marilaun, Heinrich Moritz Willkomm, Richard von Wettstein, Alfred Charles Chabert, y Francesco Ambrosi. Aunque no entró en la Società Botanica Italiana de Florencia, contribuyó con sus escritos de sus expediciones, en el Giornale botanico italiano. Su actividad de botánico le llevó a reunir cerca de 50.000 ejemplares, y solo una pequeña parte de su herbario personal fue donado al Museo Cívico de Riva del Garda, al Seminario Mayor de Trento, y al Museo Tridentino di Scienze Naturali también de Trento.

### Lista de sus principales expediciones
1. 1863-1870 en Val Vestino, monte Tombea y en Bresciano
2. 1873 en Carnia con Huter
3. 1874 por cinco meses en Abruzzo con Rigo
4. 1875 siempre con Rigo y con el padre Antonio, en Puglia, y en Abruzzo
5. 1877, con Rigo y con Huter, en varias regiones de la Italia centromeridional (Calabria, Taormina, Mesina, Basilicata meridional, Molise, Abruzzo) desde la primavera al mes de agosto
6. 1879 con Huter y con Rigo en España
7. 1885 con Rigo en las islas Baleares
8. 1890, 1891, 1895: España meridional nuevamente con Rigo
9. 1915-1917: Alpes Breones, provincia de Bolzano

## Honores
- 23 de septiembre de 1875, en Trento: all'Esposizione Regionale d'Agricoltura e delle Industrie attinenti promossa per cura dal Consorzio Agrario trentino recibiendo del jurado una medaglia d'argento por sus colecciones de plantas disecadas
- En 1888 le fue impuesto el título honorífico de socio de la Accademia Roveretana degli Agiati
- Socio del Museo Cívico de Rovereto
- Después de su muerte, el Ayuntamiento de Riva del Garda le dedicó una calle, mientras el "Grupo Micológico local" lo recuerda con su nombre. La Comuna de Valvestino colocó una placa de mármol que conmemora su lugar de nacimiento en su casa natal de Moerna, y le dedicó una calle en el pueblo y el museo local, inaugurado en agosto de 2007.

### Epónimos
- (Solanaceae) Portaea Ten.[1]

## Algunas publicaciones
- Relazione del viaggio botanico in Calabria, in Nuovo Giornale botanico italiano, Florencia 1879
- Viaggio botanico intrapreso da Huter, Porta e Rigo in Calabria nel 1877, in "La voce cattolica", 67 pp. Trento 1879
- Stirpium in insulis Balnearium anno 1885 collectarum enumeratio, in Nuovo Giornale botanico italiano, Florencia 1887
- Sulla distinzione dei generi e delle specie nel regno vegetale. Riflessi, Atti della Accademia degli Agiati, Rovereto 1888
- Vegetabilia in itinere iberico austro-meridionali lecta, en Actas de la Accademia degli Agiati, Año IX, Rovereto 1891
- Ad ea quae in supplemento Prodromi florae Hispaniae a dominio Mauritio Wilkomm publicata fuit anno 1893 appendix, en Actas de la Accademia degli Agiati, Rovereto 1896
- Appendix florulae nostrae tridentinae finitimisque in regionibus, en Actas de la Accademia degli Agiati, Rovereto 1905
- Critica e rettifica. Revista Tidentina, Trento, año VII, Trento 1907
- Specie nuove, ibridi e varietà scoperte da don pietro Porta solo o in compagnia degli amici Huter e Rigo, Rivista Tridentina, Trento 1912
- Le virtù salutari dei vegetali. Introduzione, en Strenna Trentina, Trento 1923

- La abreviatura «Porta» se emplea para indicar a Pietro Porta como autoridad en la descripción y clasificación científica de los vegetales.[2]